# Sonet 39 (William Szekspir)

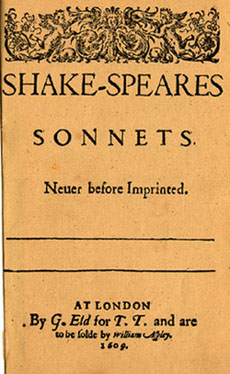
Strona tytułowa pierwszego wydania sonetów Shakespeare’a

Sonet 39 (O, ja wyśpiewać Cię, mój doskonały?) – jeden z cyklu sonetów autorstwa Williama Shakespeare’a. Po raz pierwszy został opublikowany w 1609 roku.

## Treść
W sonecie tym podmiot liryczny wychwala przymioty tajemniczego młodzieńca, starając się jednocześnie znaleźć pozytywne strony ich rozłąki.